# Psilocerea hypermetra
Psilocerea hypermetra là một loài bướm đêm trong họ Geometridae.